# Anyphaena aperta
Anyphaena aperta es una especie de araña del género Anyphaena, familia Anyphaenidae. Fue descrita científicamente por Banks en 1921.
Se distribuye por Canadá y los Estados Unidos. La especie se mantiene activa entre marzo y noviembre.